# Polo aquático
O polo aquático (pré-AO 1990: pólo aquático) é um desporto coletivo, semelhante no princípio básico do handebol. As equipes devem tentar jogar a bola dentro da baliza adversária, defendida pelo guarda-redes, mas é praticado dentro de uma piscina.
O jogo foi oficialmente inventado no fim do século XIX, embora existam desportos ancestrais ao polo aquático praticados desde o início do século XVIII. Era conhecido como o rugby aquático e junto ao futebol, foram os primeiros desportos coletivos oficiais das Olimpíadas dos tempos modernos.
As duas regras básicas oficiais são: a bola não pode ser segurada com as duas mãos juntas por qualquer jogador com exceção do guarda-redes, a bola não pode ser afundada por qualquer jogador quando atacado.
Diferentemente do futebol, onde não há limite de tempo, no polo aquático as equipes devem executar as suas jogadas em 30 segundos. O jogo é dividido em quatro partes de 8 minutos de tempo útil (o tempo para sempre que a bola sai dos limites da piscina, um técnico ou capitão pede tempo, ocorre alguma falta, ou um dos árbitros assinala alguma coisa com o apito).
Entre as melhores equipes mundiais estão a Hungria, Sérvia, Montenegro, Espanha, Rússia, Itália, Croácia, entre outras. No lado feminino, temos também grande destaque para os Estados Unidos

## História
O polo aquático é um esporte coletivo praticado em piscina e disputado por duas equipas. Este esporte foi criado no século XIX (por volta de 1870), na cidade de Londres (Inglaterra). Porém, há relatos que indicam que o esporte era praticado desde o século XVIII, principalmente na Inglaterra e na Escócia. Recebeu o nome de "polo", já que os primeiros jogadores atuavam montados em barris que pareciam cavalos e acertavam a bola com uma marreta. A disciplina apareceu nos Jogos Olímpicos de Verão de 1900, somente na vertente masculina, sendo realizada a inclusão das mulheres apenas em 2000.

## A piscina

### Dimensões
Para uma partida oficial de polo aquático, as balizas devem ser postas frente a frente com distâncias entre si de no mínimo 20m e no máximo 30m. A largura do campo deve ser de no mínimo 10m e no máximo 20m. O limite de campo de jogo, nas extremidades, é marcado 30cm atrás da linha de gol. No canto mais próximo do banco de reservas atrás da linha de gol, há um retângulo de cor vermelha que delimita a área de reentrada dos jogadores. É por ela que as substituições serão feitas. Quando um jogador é excluído (20 segundos) a área de exclusão é a mesma.

### Balizas
As balizas serão feitas de postes retangulares com frente de 7,5cm de largura. As faces internas do poste deverão se distanciar em 3m (serão 3m de largura para a bola passar, fora a largura das traves em si). A face interna do poste transversal (travessão) deverá estar a 90cm da superfície da água.

### Marcações
Na lateral do campo são feitas as marcações que delimitam áreas especiais do jogo:
- Marcação Vermelha: colocada a 2m da linha do gol. Dentro desse espaço os jogadores não podem receber passes ou permanecer dentro da área por muito tempo. Os cantos são cobrados da linha dos 2m.
- Marcação Amarela: colocada a 5m da linha do gol. Dentro desse espaço, as faltas (simples ou graves) não podem ser cobradas directamente à baliza. Os guarda-redes, que normalmente podem pegar a bola com as duas mãos e tocar com os pés no chão, perdem tais privilégios quando ultrapassam a linha de 5m ou quando defendem. Os remates de pênalti são cobrados da linha de 5m. O técnico da equipe que tiver posse da bola pode ir até a linha de 5m na borda para dar informações. Ao perder a posse ele deve voltar para antes da linha de gol.
- Marcações Brancas: uma colocada em cada linha de gol, para que os árbitros possam perceber mais facilmente quando a bola entra toda ou não. Coloca-se também uma marcação branca na metade da piscina. Os guarda-redes não podem ultrapassar esta linha.

Na imagem abaixo podemos ver com clareza as marcações tanto nas raias das piscinas quanto na borda da piscina.

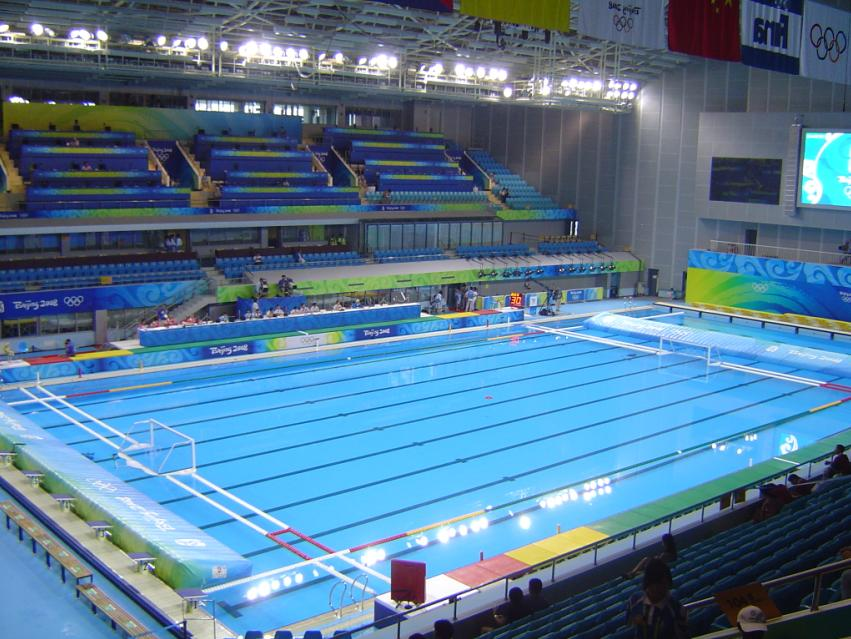
Piscina das Olimpíadas de 2008

## Os equipamentos

### Toucas

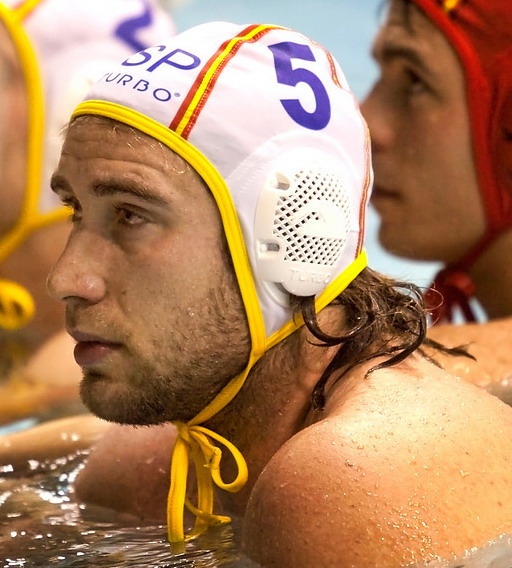
Jogador espanhol com sua touca (Guillermo Molina)

Os jogadores usam toucas de pano, com proteções para as orelhas, sendo que uma equipe usa toucas brancas e a outra usa toucas azuis. As toucas dos guarda-redes são vermelhas. As toucas são numeradas de 1 a 13 onde a touca 1 e 13 são sempre do guarda-redes.

### Bolas
Existem dois tipos de bola: uma para as mulheres e outra para os homens. A bola deve ter não menos que 400g e não mais que 450g. Para os homens a circunferência da bola deve estar entre 68 e 71 centímetros e para as mulheres a circunferência da bola deve estar entre 65 e 67 centímetros.
No dia 5 do Março de 2013, foi renovada a parceria entre a Mikasa, empresa japonesa de material desportivo, e a FINA. A Mikasa continuará a ser a fornecedora oficial de bolas das competições de polo aquático promovidas pela FINA até 2016.

## As equipes
As equipes são formadas por 14 jogadores. Jogam 7 jogadores de cada equipe sendo um guarda-redes e seis jogadores de linha que podem ser substituídos durante o desenrolar da partida, durante pedidos de tempo ou quando for gol. Seis jogadores são os suplentes que podem entrar durante o desenrolar da partida, substituindo jogadores que estavam em jogo.

## Regras básicas
- O objetivo do jogo é marcar gols. A equipe que marcar um número maior de gols vence a partida;
- A bola deve ser conduzida, tocada ou manejada por qualquer parte do corpo dos jogadores de linha exceto: as duas mãos simultaneamente e/ou qualquer das mãos em que o punho esteja fechado (socar a bola);
- Guarda-redes podem socar a bola, pegar com as duas mãos e colocar os pés no chão, desde que não estejam em posse de bola;
- Cada partida é dividida em quatro tempos de oito minutos cada. Quando há empate em partidas eliminatórias, ocorre a disputa por pênaltis (cinco cobranças para cada lado);
- Faltas simples: São assinaladas pelo apito do árbitro que aponta na direção da baliza que pertence à equipe que cometeu a falta. A falta simples deve ser cobrada do mesmo canto aonde a falta ocorreu ou atrás, nunca à frente. Nota: Em uma falta que ocorra fora da área de cinco metros mas que a bola fique dentro, o jogador pode pegar a bola dentro, levar para fora da área de 5m e então cobrar a falta diretamente à baliza se quiser. Desde que o remate não demore.
  - Exemplos de faltas simples: segurar a bola com as duas mãos ao mesmo tempo, manter a bola sob a água, impulsionar-se no fundo da piscina, empurrar o adversário;
- Faltas Graves: São assinaladas pelo apito do árbitro que aponta para o jogador que cometeu a falta e depois para a área de reentrada correspondente à equipe faltosa, indicando que este deve sair da área de jogo. As regras de cobrança da falta grave são iguais às da falta simples. O jogador excluído deverá permanecer fora de jogo por 20 segundos. O jogador que cometer três faltas graves em um único jogo não terá o direito de retornar à partida, podendo ser substituído após 20 segundos da sua terceira exclusão.
  - Exemplos de faltas graves: nadar sobre as pernas de um jogador de outra equipe, puxar as pernas de um adversário que está nadando, impedir com os braços a natação de um adversário, jogar água no rosto do adversário, impedir que um adversário cobre uma falta;
    - Faltas de Pênalti: É considerado pênalti, de modo geral, quando uma falta grave é cometida para impedir um gol provável. (nota: Provável é aquele que tem grande probabilidade de acontecer, possível é aquele que tem chances não-nulas de acontecer. Gol Provável significa um gol iminente e é interpretativo, cabendo ao árbitro decidir quando esta regra será aplicada) A todo jogador que cometer um pênalti, será assinalada na súmula uma falta grave. Este não precisará cumprir 20 segundos fora de jogo, mas cometer três pênaltis é como cometer três faltas graves;
    - Faltas Gravíssimas: São faltas de agressão severamente punidas. Um jogador que cometer falta gravíssima será imediatamente suspenso da partida, não podendo retornar ao jogo em momento algum. De acordo com orientações do árbitro, a falta pode ser com ou sem direito a substituição imediata. Com direito de substituição imediata, o técnico pode colocar outro jogador em campo no lugar do agressor. Sem direito a substituição a equipe do jogador faltoso ficará 4 minutos com um jogador a menos em campo e ainda concederá automaticamente um remate de penalti à equipe adversária. Sendo a falta com ou sem direito a substituição, o jogador pode e provavelmente vai, ter o seu caso levado ao órgão competente e ser julgado, podendo receber penas maiores como ficar fora de partidas próximas, campeonatos próximos e até o banimento de competições oficiais, dependendo da gravidade da agressão. Note que cometer três faltas graves não equivale a uma falta gravíssima.

- - Exemplos de faltas gravíssimas: agressão, desacato extremo aos árbitros, antidesportivismo;
- Cada equipe possui 30 segundos para efetuar uma jogada, sendo esse tempo cronometrado pelos responsáveis pela partida (árbitros de mesa) e exibido em tela onde ambos os jogadores e os técnicos possam ver facilmente. Esse tempo é reiniciado sempre que uma equipe recupera a posse da bola, sempre que um arremesso à baliza é efetuado (em caso de a equipe que fez o remate recuperar a bola, este terá mais 30 segundos para fazer outra jogada) e sempre que algum jogador comete falta grave.

## Federações e confederações
- A FINA (Federação Internacional de Natação) é o organismo internacional responsável pela organização de eventos e campeonatos de polo aquático a nível mundial. No Brasil, a CBDA (Confederação Brasileira de Desportos Aquáticos) realiza campeonatos e organiza o desporto.

## Campeonatos
A competição de polo aquático mais importante é a Liga Mundial. O Campeonato Mundial, outra competição importante do calendário deste desporto, é realizado a cada dois anos. A Fina também realiza, a cada 4 anos, o Campeonato do Mundo de Polo Aquático. O polo aquático também faz parte do quadro de desportos dos Jogos Olímpicos.

## Potências do polo aquático
Em 2007, a Liga Mundial foi vencida pela equipe da Sérvia (masculino) e Estados Unidos (feminino). O campeonato mundial disputado na Austrália, também em 2007, foi vencido pela Croácia (masculino) e Estados Unidos (feminino).

## Masters
O polo aquático engloba também a categoria masters, criada inicialmente para os atletas de alta competição que tinham interesse em continuar a prática competitiva.